# Justin Hurwitz
Justin Hurwitz (ur. 22 stycznia 1985 w Los Angeles) – amerykański kompozytor, głównie muzyki filmowej, dyrygent. Laureat Oscara, Złotego Globu i nagrody BAFTA za najlepszą muzykę do filmu La La Land (2016) Damiena Chazelle'a. Z reżyserem filmu współpracował wcześniej również przy jego fabularnym debiucie Whiplash (2014).

## Życiorys
Hurwitz urodził się w Kalifornii, jako syn Gaili, tancerki baletu (zawód zmieniła na pielęgniarkę) i Kena, pisarza. Jego rodzina jest żydowska (ma krew rosyjską, polską, syryjską oraz libańską). Przeniosła się do Wisconsin w 1998 r, gdzie młody Justin uczęszczał do Nicolet High School w Glendale w stanie Wisconsin.
Hurwitz spotkał się z przyszłym najlepszym przyjacielem Damienem Chazellem na Uniwersytecie Harvarda, gdzie pracował w niezależnym banku, Chester French. Wskutek tego wkrótce zostali współlokatorami i zaczęli współpracować na film studencki, który stał się romansem o tytule Guy i Madeline, który został wydany w 2009 roku. Hurwitz napisał także  blog Harvard Lampoon w szkole. Po studiach Hurwitz i Chazelle przeprowadzili się do Los Angeles, gdzie Hurwitz napisał scenariusz do jednego odcinka serialu Simpsonowie.
Dzięki sukcesowi Guya i Madeline udało im się pozyskać finansowanie dla ich kolejnej współpracy, filmu Whiplash z roku 2014 – z muzyką Hurwitza, a film pisał, a także reżyserował Chazelle. Film miał opowiadać o walce młodego, ambitnego perkusisty z jego sadystycznym nauczycielem. Montował go ich przyjaciel – Tom Cross. Jak się okazało, był to sukces artystyczny. Film zdobył trzy Oscary – za montaż (dla Crossa), dźwięk, oraz dla aktora drugoplanowego – J.K. Simmonsa.
Na końcu 2016 r. spełniło się ich największe marzenie – powstał ich drugi film, tym razem musical – La La Land. Film odniósł komercyjny sukces (zarobił jak dotąd 400 mln dolarów), a także miał przychylne recenzje krytyków oraz zdobył czternaście nominacji do Oscara. Wtedy Hurwitz zdobył swego pierwszego Oscara za najlepszą muzykę filmową. Poza tym film zdobył jeszcze pięć Oscarów – za reżyserię dla Chazella, aktorki dla Emmy Stone, za piosenkę City of Stars (statuetkę posiada właśnie Hurwitz), za scenografię i za zdjęcia dla Linusa Sandgrena. Miał również nominacje do filmu, aktora, scenariusza oryginalnego, do piosenki "Audition (The Fools Who Dream)", za kostiumy, montaż, montaż dźwięku oraz dźwięk.

## Filmografia
- 2009: Guy and Madeline on a Park Bench
- 2014: Whiplash
- 2016: La La Land
- 2018: Pierwszy człowiek
- 2022: Babilon